# E-Boks Open
Az e-Boks Open 2010–2012. között egy évente megrendezett tenisztorna volt nők számára Koppenhágában. A mérkőzéseket kemény borítású, fedett pályán játszották. A verseny az International tornák közé tartozott, összdíjazása 220 000 dollár volt. Az utolsó győztes a német Angelique Kerber.

## Döntők

### Egyes
| Év   | Győztes            | Ellenfél a döntőben | Eredmény a döntőben |
| ---- | ------------------ | ------------------- | ------------------- |
| 2012 | Angelique Kerber   | Caroline Wozniacki  | 6–4, 6–4            |
| 2011 | Caroline Wozniacki | Lucie Šafářová      | 6–1, 6–4            |
| 2010 | Caroline Wozniacki | Klára Zakopalová    | 6–2, 7–6(5)         |

### Páros
| Év   | Győztes                          | Ellenfél a döntőben                 | Eredmény a döntőben |
| ---- | -------------------------------- | ----------------------------------- | ------------------- |
| 2012 | Date Kimiko Fudzsivara Rika      | Sofia Arvidsson Kaia Kanepi         | 6–2, 4–6, [10–5]    |
| 2011 | Johanna Larsson Jasmin Wöhr      | Kristina Mladenovic Katarzyna Piter | 6–3, 6–3            |
| 2010 | Julia Görges Anna-Lena Grönefeld | Vitalija Gyjacsenko Taccjana Pucsak | 6–4, 6–4            |